# Matthew Bartholomew
Matthew Bartholomew (sinh ngày 20 tháng 10 năm 1988) là một cầu thủ bóng đá người Trinidad và Tobago, hiện tại thi đấu cho Point Fortin.